# Espace uniformément convexe
En mathématiques, un espace uniformément convexe est un espace vectoriel muni d'une norme dont les boules sont « bien arrondies », en un sens plus fort que dans un espace strictement convexe. Tout espace de Banach uniformément convexe est réflexif. Ces espaces comprennent les espaces de Hilbert et les espaces Lp pour 1 < p < ∞.

## Définition
Un espace uniformément convexe est un espace de Banach — ou seulement, selon les auteurs, un espace vectoriel normé — tel que, pour tout ε > 0, il existe un δ > 0 pour lequel, pour tout couple (x, y) de vecteurs,
ou encore : pour tout ε > 0, il existe un η > 0 pour lequel, pour tout couple (x, y) de vecteurs,
Le concept de convexité uniforme a été introduit par James Clarkson (en).
De manière intuitive, cela signifie que les boules sont bien arrondies : les cordes suffisamment longues de la sphère ont leur milieu suffisamment loin du bord de la boule, le tout avec un caractère uniforme par rapport aux choix de la longueur de la corde. On peut comparer cette notion avec celle d'espace strictement convexe, moins exigeante. Cette propriété peut ne pas être conservée si on passe à une norme équivalente. Ainsi dans le cas du plan ℝ2, la norme ║  ║2 est uniformément convexe, alors que les normes ║  ║1 ou ║  ║∞ ne le sont pas.

## Propriétés
- Si E est un espace de Banach uniformément convexe alors, pour toute forme linéaire continue non nulle f sur E, il existe dans E un unique vecteur unitaire x tel que f(x) = ║f║[6].

- Le théorème de Milman-Pettis énonce que tout espace de Banach uniformément convexe est réflexif.
Ce théorème a été prouvé indépendamment par David Milman[7] et Billy James Pettis[8]. Shizuo Kakutani en donna une preuve différente via la propriété de Banach-Saks[9],[10], puis John Ringrose publia une preuve plus courte[11]. Le point précédent permet de le considérer comme un corollaire d'un théorème ultérieur de James, mais il est plus économique de le démontrer directement.

- L'identité du parallélogramme montre que tout espace de Hilbert est uniformément convexe.
- Les inégalités de Clarkson ou celles de Hanner (en)[13],[14] permettent de montrer que les espaces Lp pour 1 < p < ∞ sont uniformément convexes[15].